# Pusti mi pesmi (album)
Pusti mi pesmi je 9. album Ansambla Modrijani, ki je izšel leta 2008 pri založbi VOX. Istega leta je bil nagrajen z zlato ploščo.

## Seznam pesmi
| Št. | Naslov                                                                     | Pisec                                  | Dolžina |
| --- | -------------------------------------------------------------------------- | -------------------------------------- | ------- |
| 1.  | „Pusti mi pesmi‟                                                           | Brane Klavžar/Jože Galič/Smiljan Greif | 3:02    |
| 2.  | „Veseli Modrijani‟                                                         | Jože Burnik/Jože Galič                 | 3:25    |
| 3.  | „Vrček za solze‟                                                           | Rok Švab/Fanika Požek/Smiljan Greif    | 3:22    |
| 4.  | „Oprosti mi‟                                                               | Franc Šegovc                           | 2:43    |
| 5.  | „Ribičeve sanje‟ (gostujejo Tamburaši Kavkler)                             | Rok Švab/Fanika Požek/Smiljan Greif    | 3:59    |
| 6.  | „Kako je luštno‟                                                           | Rok Švab/Ivan Sivec/Smiljan Greif      | 2:23    |
| 7.  | „Skupaj zapojmo‟ (gostuje Sandra Križan)                                   | Tine Lesjak                            | 3:44    |
| 8.  | „Zaman zdaj čakaš poštarja‟                                                | Rok Švab/Vera Šolinc/Rok Švab          | 2:27    |
| 9.  | „Štiri vrtnice‟                                                            | Smiljan Greif                          | 3:48    |
| 10. | „Ko rož'ce ji bom sadil‟                                                   | Rok Švab/Vera Šolinc/Rok Švab          | 3:10    |
| 11. | „Venček uspešnic‟ (gostujeta Ansambel Storžič in Ansambel Zlati muzikanti) | več avtorjev                           | 10:03   |

## O pesmih
- Pusti mi pesmi - Naslovna skladba je Slovenski valček leta 2008. Na 14. festivalu Slovenska polka in valček je prejela nagradi za najboljši valček po izboru strokovne komisije in najboljšo pesem po izboru gledalcev. Za nagrado za zmago na festivalu so za skladbo posneli videospot.[1][2]
- Ribičeve sanje - Skladba se nahaja tudi na naslednjem albumu Modrijani z gosti. Za skladbo so posneli tudi videospot.[2]
- Skupaj zapojmo - Skladba se nahaja tudi na naslednjem albumu Modrijani z gosti.
- Ko rož'ce ji bom sadil - Pesem se nahaja tudi na kompilacijskem albumu Modrijanova rož'ca iz leta 2016.[3]
- Venček uspešnic - Venček se nahaja tudi na naslednjem albumu Modrijani z gosti.